# 디노테푸란
디노테푸란(Dinotefuran) 혹은 디노테퓨란은 미쓰이 화학주식회사에서 개발한 네오니코티노이드 계열 살충제로 2002년 처음 일본에서 사용 허가를 받고, 2004년 미국에서 조건부 승인을 받아 사용되기 시작했다. 잎이 많은 채소나 주거용, 상업용 건물 내에서 진딧물, 가루이(Whitefly), 총채벌레, 매미충(Leafhopper), 잠엽충, 잎벌아목, 땅강아지, 풍뎅이, 방패벌레(Tingidae), 바구미, 딱정벌레, 가루깍지벌레, 바퀴벌레 등의 해충을 방재하는 데 사용한다. 디노테푸란은 니코틴성 아세틸콜린 수용체를 저해해 곤충의 신경계를 교란시켜 죽이는 작용 메커니즘을 가지고 있다. 디노테퓨란은 3세대 네오니코티노이드에 속하며, 이 중 유일하게 할로겐이 존재하지 않는 계열이다. 제조사의 주의사항에서 벌과 같은 다른 곤충에 끼치는 영향을 최소화하기 위해 꽃이 피는 동안에는 사용해서는 안된다고 주의하고 있다.
2013년 7월 미국 오리건주는 집단 꿀벌 폐사 사건의 조사 결과가 있기 전까지 디노테푸란의 사용을 일시적으로 금지한다고 발표했다. 디노테푸란과 같은 네오니코티노이드 계열 살충제는 꿀벌의 집단 폐사와 깊은 연관이 있다는 여러 조사 결과가 있다. 유럽연합과 스위스는 디노테푸란이 함유된 식물 방재 약품의 사용 승인을 거부했다.
디노테푸란은 개의 벼룩 및 진드기를 방재하는 수의학용 의약품으로도 사용한다. 보통 피리프록시펜이나 페메트린과 같이 사용한다.

## 같이 보기
- 네오니코티노이드
- 군집 붕괴 현상